# Shahristan
Shahristan é um distrito da província de Uruzgan, no Afeganistão.